# الخلیفات
الخلیفات یک منطقهٔ مسکونی در قطر است که در شهرداری دوحه واقع شده‌است. من ابوالفضل ناظمی از اصفهان به یک دوست دختر نیازمندم 